# سیتو (بازیکن فوتبال، زاده ۱۹۸۰)
سیتو (انگلیسی: Sito؛ زادهٔ ۲۱ مهٔ ۱۹۸۰) بازیکن فوتبال اهل اسپانیا است.
از باشگاه‌هایی که در آن بازی کرده‌است می‌توان به باشگاه فوتبال لوگو و باشگاه فوتبال ایپسویچ تاون اشاره کرد.